# Arras penitenciales
Las arras penitenciales, también llamadas arras de desistimiento, consisten en la entrega de una cantidad de dinero por uno de los contratantes al otro, entendiéndose que cualquiera de las partes puede desistir del contrato celebrado, perdiendo las arras el que las hubiera entregado o devolviendo el doble de las mismas el que las haya recibido. 
El  Código civil español regula las arras penitenciales para el contrato de compraventa en su artículo 1454: "Si hubiesen mediado arras o señal en el contrato de compra y venta, podrá rescindirse el contrato allanándose el comprador a perderlas, o el vendedor a devolverlas duplicadas". 